# ألوما رايت
ألوما رايت (بالإنجليزية: Aloma Wright)‏ هي ممثلة أمريكية، ولدت في 10 مارس 1950 بنيويورك في الولايات المتحدة. بدأت مشوارها المهني سنة 1995.

## أعمال

### أفلام
- (2005) شكرا لك على التدخين[5]

### مسلسلات
- ذا ميدل
- رجال ماد
- سكرابز
- كولد كيس

## وصلات خارجية
- ألوما رايت على موقع IMDb (الإنجليزية)
- ألوما رايت على موقع روتن توميتوز (الإنجليزية)
- ألوما رايت على موقع ألو سيني (الفرنسية)
- ألوما رايت على موقع أول موفي (الإنجليزية)
- ألوما رايت على موقع قاعدة بيانات الأفلام السويدية (السويدية)
- ألوما رايت على موقع قاعدة بيانات الفيلم (الإنجليزية)
- ألوما رايت على موقع كينوبويسك (الروسية)